# 大川和彦
大川 和彦（おおかわ かずひこ、1947年10月16日  - ）は、東京都北区出身の元フジテレビアナウンサー、フジサンケイ人材センター（現：フジキャリアデザイン）開発部長（役員待遇）。

## 来歴・人物
都立大泉高校→成蹊大学卒業後の1971年にフジテレビへ入社。同期に須田哲夫、石毛恭子、記者だった豊田皓等がいる。以後、1970年代～1990年代前半にかけて、F1や競馬、プロ野球など数々のスポーツ実況を担当し、競馬中継は1991年の東京新聞杯（勝馬：ホリノウイナー）まで担当した。F1中継は初年度の1987年から1990年まで実況し、1987年・1988年は日本グランプリの実況を担当した。1991年に人事部に異動した。
テレビ朝日系列局が少なかった頃は、フジテレビ系の地方局が夏の高校野球の県大会を中継する事があり、当時2局地域で、一時テレビ朝日系列とのクロスネットだった秋田テレビに派遣されて県大会中継の実況を担当した事があった。
加地倫三がフジテレビを受験した際の面接官の一人であり、加地曰く「大川さんに怒られた。」という。

## 主な実況歴

### GIレース
- 皐月賞（1985年～1987年）
- 優駿牝馬（1983年、1984年）
- 東京優駿（1987年、1988年）
- 安田記念（1977年、1983年、1985年、1987年、1990年）
- スプリンターズステークス（1976年～1982年）
- 天皇賞 (秋)（1982年～1984年）
- ジャパンカップ（1986年～1990年）
- 朝日杯3歳ステークス（1976年～1978年、1982年～1984年、1986年）
- 有馬記念（1987年、1989年、1990年）

### その他
- 京成杯（1980年、1983年～1989年）
- アメリカジョッキークラブカップ（1979年、1983年）
- 東京新聞杯（1986年、1991年）
- 東京4歳ステークス→共同通信杯4歳ステークス（1978年、1979年、1982年～1984年、1987年、1988年、1990年）
- 目黒記念（1981年、1984年）
- クイーンカップ（1977年、1980年）
- ダイヤモンドステークス（1978年、1980年、1983年、）
- 中山記念（1978年〜1980年、1985年、1986年、1988年）
- 弥生賞（1978年、1979年、1981年、1984年、1987年～1989年）
- 中山牝馬ステークス（1983年）
- スプリングステークス（1987年～1989年）
- 日経賞（1981年、1984年、1987年）
- 京王杯スプリングカップ（1984年、1988年）
- 4歳牝馬特別 (東)（1977年）
- NHK杯（1981年〜1984年、1987年～1990年）
- アルゼンチン共和国杯（1976年、1978年〜1981年、1986年）
- ニュージーランドトロフィー4歳ステークス（1988年）
- 関屋記念（1982年）
- 新潟記念（1976年）
- 京王杯オータムハンデキャップ（1981年〜1983年、1985年～1987年、1990年）
- セントライト記念（1979年、1982年～1984年、1986年）
- オールカマー（1978年〜1980年、1989年）
- 毎日王冠（1977年、1988年）
- クイーンステークス（1974年、1976年、1978年、1979年、1982年）
- 牝馬東京タイムズ杯（1974年、1976年、1977年、1979年〜1981年、1990年）
- 根岸ステークス（1987年）
- 京成杯3歳ステークス（1985年）
- クモハタ記念（1978年～1980年）
- ダービー卿チャレンジトロフィー（1975年、1982年）
- ステイヤーズステークス（1976年、1981年、1988年）

### 第35回有馬記念でのオグリキャップのラストラン
大川はオグリキャップ贔屓の実況でも有名であり、第9回ジャパンカップ（1989年11月26日）ではホーリックスと同タイムの2分22秒2で2着に敗れたシーンと、1990年の安田記念では武豊との初コンビで勝利したシーンを実況しているが、ラストランとなった第35回有馬記念（1990年12月23日）でも実況を担当し（翌年から堺正幸が担当したため、これが自身にとって最後のGI実況となった）、以下に挙げるコメントで多くの競馬ファンの感動を呼んだ。ちなみに武豊は当初、オースミシャダイに騎乗する予定だったが、オースミシャダイを管理する父・武邦彦から「こんな機会は2度と無いかもしれない。（オースミシャダイの）オーナーには俺が話を付けるから、お前はオグリキャップに乗れ」と言われて安田記念以来となるコンビを組むことになったという。
「さあ、オグリが行った、武豊が行った、第4コーナー、内でオサイチ（ジョージ）頑張った、そして、(メジロ)アルダン、アルダン、アルダン先頭か?オグリ先頭に立つか?第4コーナー回って直線、大歓声です!さあ、オグリキャップ、先頭に立つか、先頭に立つか、オグリキャップ先頭に立つか、さあ、内で頑張った、オサイチ頑張った、オグリキャップ、オグリキャップ先頭か、オグリキャップ先頭か、200（m）を切った!オグリキャップ先頭（ここで大川慶次郎がメジロライアンが2番手に上がってきたのを見て咄嗟に「ライアン!!」と叫ぶ）!オグリキャップ先頭!オグリキャップ先頭!そして、そして（再び大川慶次郎の「ライアン!」）、ライアンが来た!ライアン来た!ライアン来た!しかし、オグリ先頭!オグリ先頭!ライアン来た!ライアン来た!オグリ先頭!オグリ1着!オグリ1着!オグリ1着!オグリ1着!右手を挙げた（実際に挙げたのは左手）武豊、オグリ1着!オグリ1着!見事に引退レース、引退の花道を飾りました!スーパーホースです!オグリキャップです!!何とも言えない歓声がオグリコールに変わりました。中山競馬場、ゴール板前のお客さんからはオグリコール、右手を挙げてオグリコールです」
ちなみに、最後の直線からの場面で大川慶次郎が発した「ライアン!!」は自身がオグリキャップに集中するあまり、メジロライアンが2番手に上がってきたことを伝えるためだったという。また中継のエンディングでは、前述のジャパンカップでのホーリックスとの死闘のVTRが流れた後、放送席からオグリキャップに対しての贈る言葉を次のように述べている。
「オグリキャップ、いつも力いっぱい走る馬でしたね。そして、そのひたむきさがいつも伝わってきました。まあ、休み明けでも、連闘でも、強い外国馬と一緒でも、そして引退レースでもね、とにかく一生懸命走って…、まあ、我々サラリーマンにとって仕事に全力を尽くす、まあ、鑑みたいな存在でした。見事でした、オグリキャップ、お疲れ様」